# Copywriter
Il copywriter o redattore pubblicitario è il professionista esperto in copywriting, cioè la persona che scrive tutte le parole della pubblicità (testi per annunci stampa, affissione, radiocomunicati e telecomunicati, e così via). Lavora all'interno di un'agenzia pubblicitaria e insieme al direttore artistico forma la coppia creativa. Il copywriter e il direttore artistico sono coordinati da un direttore creativo che può, a sua volta, essere o un copywriter o un direttore artistico di maggiore esperienza. Con l'avvento di Internet il ruolo del copywriter nel mondo della comunicazione si è ulteriormente specializzato, trovando ampio spazio autonomo nel processo di content management. Il copywriter oggi agisce anche come artigiano della scrittura per il web, creando contenuti utili, efficaci e coinvolgenti, studiati per i motori di ricerca e per il lettore contemporaneo.

## Copywriter e direttore artistico nella pubblicità classica
In un'agenzia di pubblicità classica il copywriter e il direttore artistico lavorano sempre insieme, integrando le parole e le immagini della comunicazione pubblicitaria. Entrambi elaborano idee creative a partire da una strategia creativa. Questa viene solitamente prodotta all'interno dell'agenzia, dal reparto strategico (se c'è) o dal reparto account, e risponde al brief (il complesso delle informazioni sul prodotto, il suo mercato, i suoi concorrenti, il suo posizionamento, il suo pubblico, i suoi obiettivi di comunicazione) che il reparto marketing dell'azienda cliente ha formulato. A volte è il copywriter stesso a formulare una proposta strategica (copy strategy) a partire dal brief del cliente, o a dettagliare la strategia creativa prodotta dall'agenzia. Il cuore di una strategia creativa, e di una copy strategy, è il concept: l'idea distintiva e originale che promuove il prodotto rispondendo alle richieste espresse nel brief.
Ciascuna campagna pubblicitaria viene progettata dalla coppia creativa a partire dal concept, e declinata sul mezzo o sui media pianificati per raggiungere nel modo più conveniente il segmento di pubblico a cui la comunicazione è diretta. Se si tratta di una campagna in uscita sulla stampa quotidiana o periodica, o in affissione, la coppia creativa produce bozze delle pagine o dei manifesti. Se si tratta di televisione, si produce generalmente uno storyboard che dettaglia lo sviluppo audio e video del telecomunicato. A volte, per trasmettere in modo più semplice e sintetico lo spirito del telecomunicato, si preferisce presentare un semplice script accompagnato da una o più immagini-chiave. I materiali progettati dalla coppia creativa, dopo essere stati sottoposti al giudizio del direttore creativo, vengono presentati al cliente dall'account. Il cliente, a sua volta può approvare le proposte, respingerle, o chiedere approfondimenti e modifiche. Le campagne pubblicitarie sono solitamente il frutto di una lunga mediazione tra le parti (cliente da un lato, agenzia e creativi dall'altro).

## Il ruolo tradizionale del copywriter
(Peter Barry)
Il copywriter è la persona che, al servizio dell'agenzia o dell'azienda, come dipendente o come libero professionista, è chiamato a interpretare, attraverso la parola scritta, le strategie, le volontà e le azioni della committenza. 
Il copywriter elabora il concept creando il titolo, tagline (detti anche endline o payoff) e body-copy. Rispettivamente il titolo di un annuncio, il titolo che accompagna il marchio del produttore o il marchio del prodotto stesso e il testo dell'annuncio stesso.
Il copywriter svolge anche altre funzioni che non necessariamente richiedono la presenza del direttore artistico. Ad esempio:
- elabora la strategia di comunicazione
- scrive i testi dei discorsi 'ufficiali' di politici o imprenditori
- inventa nomi per nuovi prodotti o produttori (denominazione)
- redige comunicati stampa
- scrive i testi di pubblicazioni varie come pieghevoli, monografie istituzionali o di prodotto
- scrive i dialoghi degli spot pubblicitari

Il tono e lo stile scelto si adatta sia rispetto al mezzo scelto (TV, stampa, internet, un discorso davanti a una platea, eccetera) sia rispetto alle caratteristiche dell'utente finale (al quale fa riferimento la pubblicità). Questo può cambiare notevolmente da un contesto all'altro: può essere l'elettore di un partito oppure il suo detrattore, l'utente di un sistema informatico oppure una lavandaia, una casalinga, uno studente, eccetera. Una persona che voglia diventare copywriter deve conoscere e usare perfettamente la grammatica della lingua usata, nonché le tecniche di scrittura dei diversi lessici in uso settoriale: divulgativo, retorico, scientifico, eccetera. Più un copywriter è qualificato, più riuscirà a modulare il messaggio cambiando stile e ritmo a seconda del mezzo e del target di riferimento.

## Tipologie di Copywriter
Il copywriting è un campo ampio e diversificato che comprende diverse specializzazioni, ciascuna delle quali risponde a specifiche esigenze comunicative e di marketing. Le tipologie di copywriter possono variare in base ai settori in cui operano, ai formati di contenuto che creano e agli obiettivi di comunicazione che perseguono. Tra le principali categorie si trovano i copywriter pubblicitari, quelli specializzati in SEO, i copywriter per il content marketing, i copywriter B2B e B2C, e quelli dedicati al branding. 
Ciascuna tipologia richiede competenze diverse e un approccio strategico per ottimizzare l'efficacia dei messaggi e raggiungere il pubblico target. Eccone alcune:

### Formati Internet
L'espansione di Internet ha trasformato profondamente il panorama del copywriting, introducendo una varietà di formati e canali attraverso i quali comunicare. Oltre alle tradizionali pagine di atterraggio e contenuti web, il copywriting si è adattato a nuove esigenze, includendo pubblicità online, email marketing, blog, social media e altre forme di comunicazione elettronica.
La rete offre ai copywriter un accesso facilitato a una vasta gamma di risorse educative, studi di settore e opportunità di networking. Questa maggiore accessibilità ha reso più semplice l'incontro tra clienti, copywriter e art director, favorendo una crescente diffusione del lavoro freelance nel settore. Inoltre, piattaforme online e marketplace specializzati forniscono supporto organizzativo, rendendo più strutturato il processo di avvio come copywriter freelance.
La sperimentazione continua e la rivalutazione delle strategie sono elementi fondamentali del processo creativo, permettendo ai professionisti di adattarsi rapidamente ai cambiamenti del mercato e alle preferenze dei consumatori.

### Ottimizzazione per i Motori di Ricerca (SEO)
Uno degli obiettivi principali del copywriting web è il miglioramento del posizionamento sui motori di ricerca, un aspetto cruciale per la visibilità online. Inizialmente, questo processo richiedeva una gestione strategica delle parole chiave, con una forte enfasi sulla loro collocazione e ripetizione nei contenuti. Tuttavia, oggi è essenziale adottare un approccio più naturale e fluido nella scrittura, in modo che i testi siano accattivanti per i lettori e ottimizzati per gli algoritmi dei motori di ricerca.
Per ottenere un buon posizionamento su Google, i copywriter devono allineare i contenuti alle linee guida dell'algoritmo "E-E-A-T", che valuta l'esperienza, la competenza, l'autorevolezza e l'affidabilità dei contenuti. L'inclusione di parole chiave nei meta tag, nei titoli e nei sottotitoli diventa quindi fondamentale, così come la creazione di contenuti di alta qualità che rispondano alle domande e alle esigenze del pubblico.

### Editoria
Nel settore editoriale, la quarta di copertina svolge un ruolo cruciale nel catturare l'interesse del lettore. Questo spazio, situato sul retro di un libro, fornisce un riassunto conciso o dettagli sul contenuto dell'opera. Gli autori utilizzano questa sezione per attrarre l'attenzione e persuadere i lettori a scoprire di più sul libro, sfruttando tecniche di copywriting per stimolare curiosità e interesse.

### Business to Business (B2B)
Il copywriting nel contesto B2B si concentra sulla vendita di prodotti e servizi tra aziende, piuttosto che a clienti finali. Ad esempio, un produttore può vendere ai magazzini o alle fabbriche. I copywriter in questo ambito creano contenuti persuasivi che evidenziano i vantaggi delle offerte aziendali, utilizzando un tono professionale e chiaro. Poiché le aziende tendono a esplorare diversi fornitori, è fondamentale sviluppare materiali freschi e coinvolgenti, in grado di attrarre l'attenzione dei decisori aziendali. Il marketing B2B può comprendere e-book, infografiche, comunicati stampa, pagine web, sequenze email e script per podcast e webinar, tutti progettati per informare e convincere il pubblico target.

### Copywriting per Brand
Il copywriting per brand ha come obiettivo principale l'aumento della consapevolezza del marchio presso il pubblico target. L'intento è quello di creare una connessione emotiva tra i consumatori e l'azienda, affinché i clienti considerino il marchio al momento dell'acquisto. I copywriter sono chiamati a sviluppare narrazioni coinvolgenti che risuonino con il pubblico, utilizzando storie uniche e campagne creative per promuovere prodotti o idee. L'efficacia del copywriting per brand si misura spesso in termini di riconoscimento del marchio e fedeltà dei clienti.

### Business to Customer (B2C)
Nel contesto B2C, le aziende si rivolgono direttamente ai consumatori finali, con l'obiettivo di vendere prodotti e servizi. La persuasione gioca un ruolo centrale, poiché l'obiettivo principale è incoraggiare il cliente a compiere un'azione immediata, come l'acquisto. Esempi tipici includono supermercati, negozi fisici e piattaforme di e-commerce. I copywriter utilizzano una varietà di tecniche, tra cui contenuti dettagliati e coerenti nel branding, l'uso di punti elenco, sottotitoli e frasi brevi per mettere in evidenza le caratteristiche dei prodotti. Questa strategia aiuta a facilitare la comprensione del messaggio e a incentivare l'acquisto.

## Il ruolo del copywriter nella creazione dei contenuti in rete
In linea di massima oggi si privilegia uno stile estremamente sintetico ma anche più specifico e modulato nei contenuti. Questa tendenza è stata fortemente incentivata dalla sempre maggiore importanza che ha assunto internet, mezzo che propone titoli e descrizioni dettagliate secondo le aree semantiche d'interesse, correlate ai fini SEO (Search Engine Optimization) e SEM (Search Engine Marketing). Fare SEO copywriting significa persuadere: sia i motori di ricerca che gli utenti. Portare grandi quantità di visitatori al sito è il sogno di chiunque, ma se tutto questo traffico non venisse mantenuto e convertito in clienti paganti, immediatamente o in un periodo di tempo più lungo, gli sforzi sarebbero del tutto inutili. L'uso della lingua inglese, solitamente più sintetica di quella italiana, è lo standard di riferimento. La ricchezza di contenuti di un sito, l'ampiezza delle risposte mirate ai target di riferimento concorrono ad una positiva esperienza di navigazione. Il coinvolgimento dell'utente nella navigazione di un sito è una delle più importanti misure utilizzati dai motori di ricerca per determinare la graduatoria nelle pagine SERP (Search Engine result Page). A questo proposito concorre grandemente la qualità (e l'originalità) dei contenuti scritti, per la strategica importanza dei valori semantici in essi espressi.